# Malocampa lunula
Malocampa lunula är en fjärilsart som beskrevs av Paul Dognin 1908. Malocampa lunula ingår i släktet Malocampa och familjen tandspinnare. Inga underarter finns listade i Catalogue of Life.